# Markus Pieper
Markus Pieper (ur. 15 maja 1963 w Hameln) – niemiecki polityk i przedsiębiorca, poseł do Parlamentu Europejskiego VI, VII, VIII i IX kadencji.

## Życiorys
Ukończył w 1989 studia z zakresu geografii na Uniwersytecie w Hanowerze, kształcił się też na Uniwersytecie w Getyndze. W 1994 uzyskał stopień naukowy doktora nauk przyrodniczych. Pracował w spółce prawa handlowego jako kierownik projektu. Później, od 1994 do 2004, był prezesem izby przemysłowo-handlowej w Osnabrücku. W tym samym okresie pracował (jako starszy asystent) również na uniwersytecie w tym mieście.
W 1997 wstąpił do Unii Chrześcijańsko-Demokratycznej, od 2004 zasiada w jej władzach lokalnych i regionalnych. W tym samym roku uzyskał po raz pierwszy mandat deputowanego do Parlamentu Europejskiego. W wyborach w 2009, 2014 i 2019 skutecznie ubiegał się o reelekcję.